# Mater et magistra
Mater et Magistra je papeška okrožnica (enciklika), ki jo je napisal papež Janez XXIII. leta 1961.
V okrožnici je papež izpostavil vlogo, pomen, težave in prihodnost krščanstva znotraj splošnega družbenega vzpona.